# Hallgrímskirkja

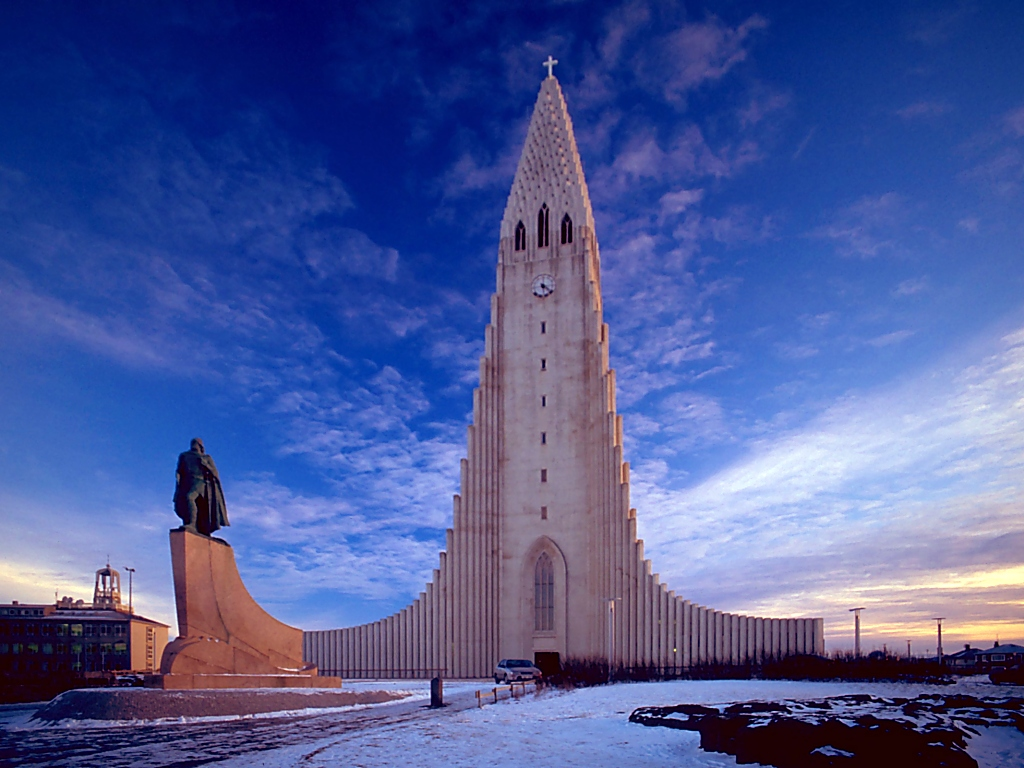
Hallgrímskirkja, Reykjavík

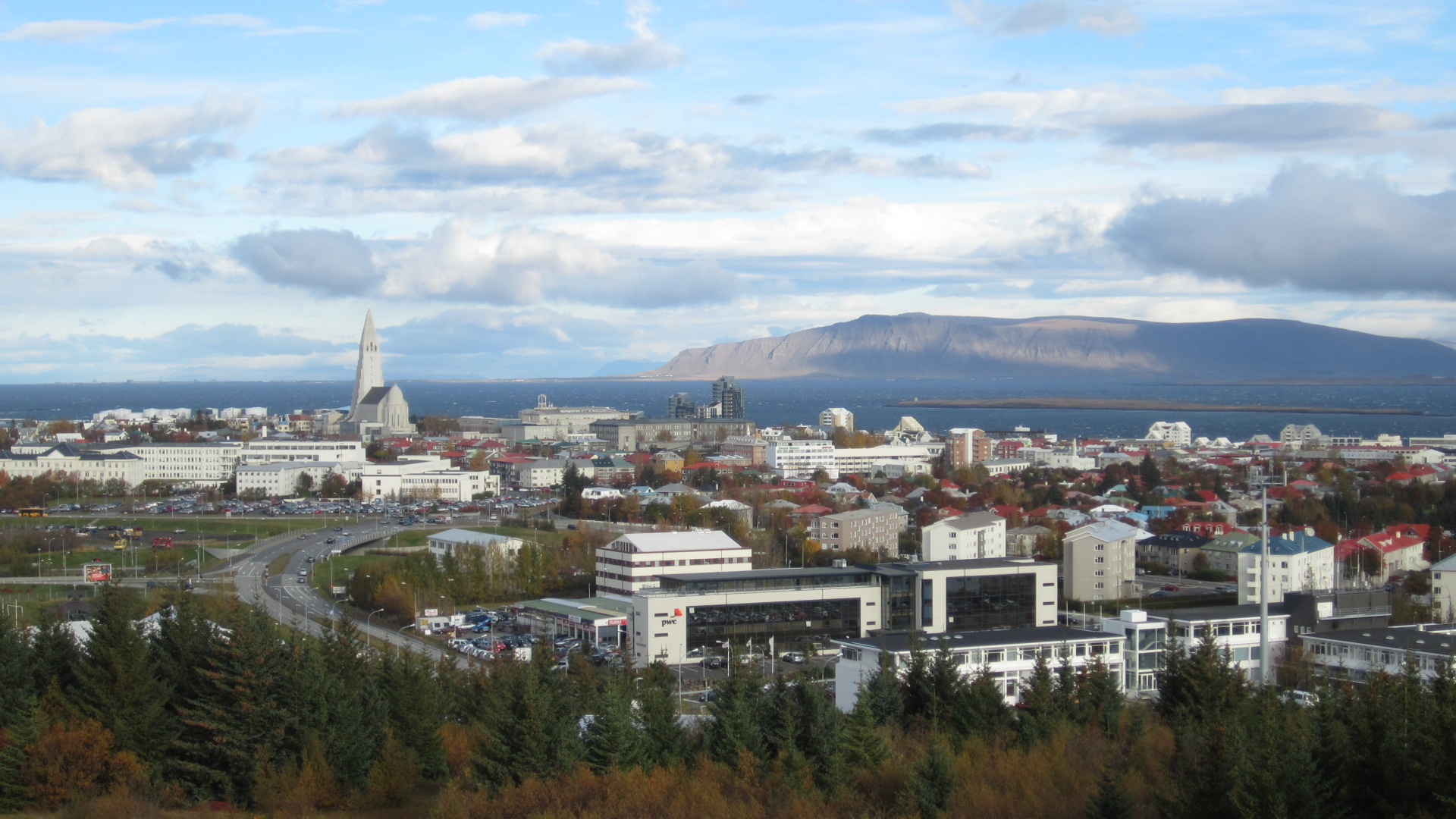
Durch ihre Dominanz ist die Hallgrímskirkja ein von Weitem sichtbarer Orientierungspunkt. Hier von der Perlan aus gesehen.

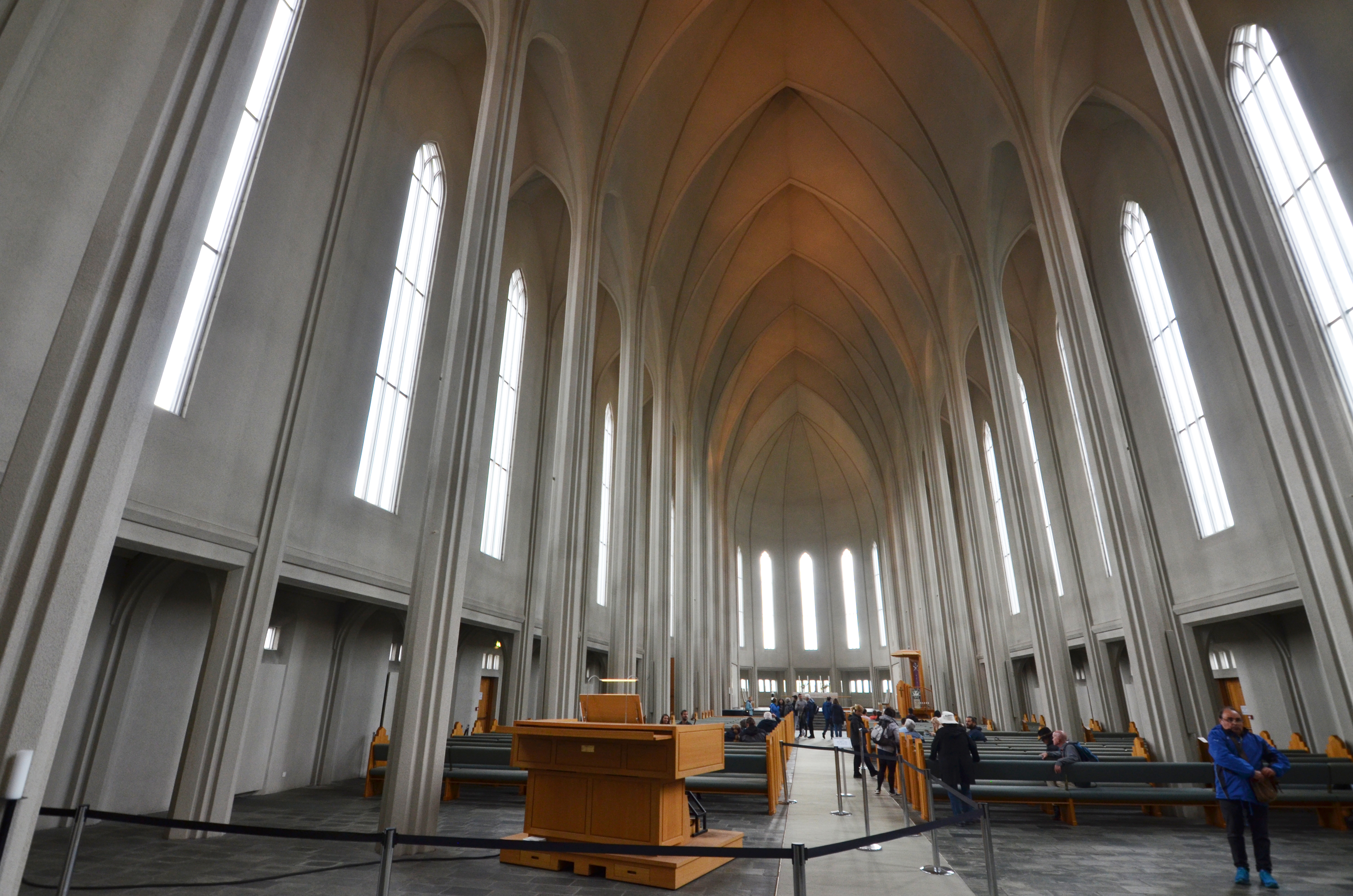
Innenraum

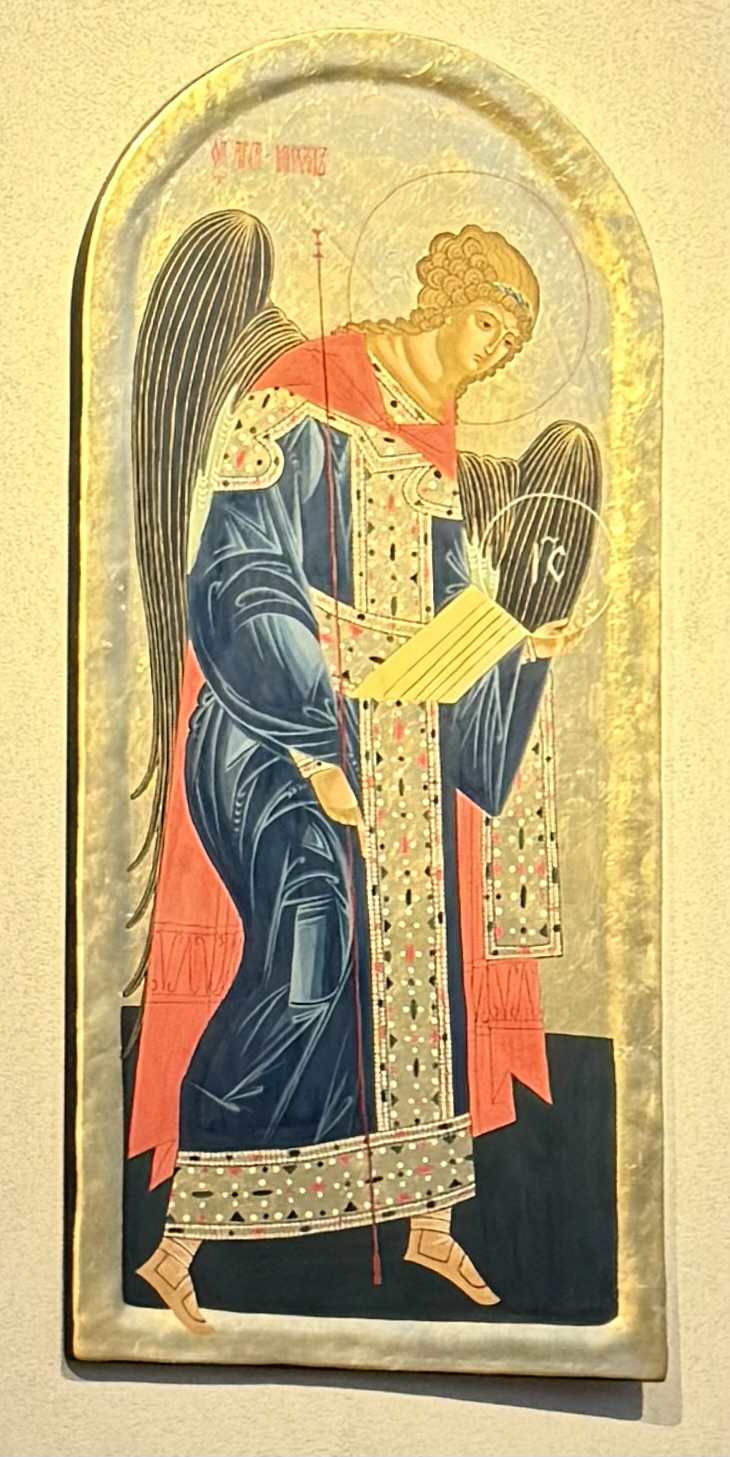
Erzengel Gabriel, 1963 von Kirstin Gunnlaugsdottir im Stil byzantinischer Kunst

Die Hallgrímskirkja [ˈhatl̥krimsˌcʰɪr̥ca] (isländisch Kirche Hallgrímurs) ist eine evangelisch-lutherische Pfarrkirche der Isländischen Staatskirche in der Hauptstadt Reykjavík, das größte Kirchengebäude Islands und das zweithöchste Gebäude des Landes. Die Kirche ist das sechstgrößte Bauwerk des Landes. Sie ist nicht geostet.

## Geschichte
Die Planungsarbeiten für die Hallgrímskirkja begannen 1929, der Bau 1945. Die Krypta, die sich unter dem Chor befindet, konnte 1948 geweiht werden. Der Kirchturm wurde 1974 fertiggestellt. Erst 1986 wurde das Kirchenschiff vollendet. 60 Prozent der Baukosten wurden durch Spenden finanziert.
Die Konsekration erfolgte am 26. Oktober 1986, dem 312. Todestag von Hallgrímur Petrursson und zum 200. Stadtjubiläum Reykjaviks.
Die Kirche wurde eben nach dem isländischen Kirchenlied-Dichter Hallgrímur Pétursson (1614–1674) benannt.

## Architektur und Ausstattung
Entworfen wurde das Gebäude von dem Staats-Architekten Guðjón Samúelsson (1887–1950). Seinen Entwurf legte er 1937 vor. Im äußeren Erscheinungsbild dominiert der expressionistische Stil, ähnlich der Grundtvigskirche in Kopenhagen, die 1940 fertiggestellt wurde. Auffallend ist die Ähnlichkeit der Betonpfeiler, die sich in großer Zahl um den Turm der Hallgrímskirkja aneinanderreihen, mit Basaltsäulen, einem gängigen Motiv der isländischen Landschaft. Die weiße Farbe soll an die Gletscher erinnern.
Das Innere der Kirche ist dagegen als konventionelle, dreischiffige Hallenkirche mit zahlreichen gotischen Merkmalen gestaltet, etwa Kreuzrippengewölbe und Spitzbogenfenstern. Die äußeren Seitenschiffe der Basilika treten gegenüber dem breiten Hauptschiff weitgehend zurück. Das sehr helle Innere der Kirche wird durch den weitgehenden Verzicht auf Buntglasfenster erzielt und hinter dem Hauptaltar kann man ungewöhnlicherweise durch zusätzliche Fenster Himmel und Wolken sehen.
Die Haupttür, das Fenster über der Tür zum Kirchenschiff, die Kanzel und das Taufbecken sind Werke des isländischen Künstlers Leifur Breidfjörd. Die Märtyrerskulptur ist von Sigurjón Ólafsson, die Christusstatue bei der Orgel ist von Einar Jónsson. In der Kapelle vor der Apsis ein sehenswertes Bild der Madonna mit Jesuskind. Auf beiden Seiten der Apsis die ikonischen Bilder der Erzengel Gabriel und Michael von Kirstin Gunnlaugsdottir.

## Städtebaulicher Aspekt
Die Hallgrímskirkja wurde auf einen Hügel in der Stadt platziert, was ihren 74,5 Meter hohen Turm noch größer erscheinen lässt. Er ist das meist besuchte touristische Ziel in Reykjavik. Die Kirche prägt das gesamte Stadtbild.
Vor der Kirche, in ihrer Mittelachse befindet sich eine Statue von Leif Eriksson, die 1930 zur 1000-Jahr-Feier des Althings Island von den Vereinigten Staaten geschenkt und vom amerikanischen Bildhauer Alexander Stirling Calder geschaffen wurde.

## Funktionen
Trotz ihrer Dominanz im Stadtbild ist die Hallgrímskirkja nicht die Kathedralkirche der Stadt. Diese Funktion nimmt die relativ kleine Domkirche (Dómkirkjan) aus dem 18. Jahrhundert im Stadtzentrum wahr.
1929 war geplant, den Kirchturm gleichzeitig als Sendeturm für den Rundfunk zu nutzen. Er kann heute mit Hilfe eines Lifts befahren werden. Von der Aussichtsplattform – unmittelbar unter dem Glockenstuhl – bietet sich ein weiter Blick über Reykjavík und sein Umland. Der Turm trägt die Glocken der Kirche.

## Orgel und Glocken

Orgelprospekt

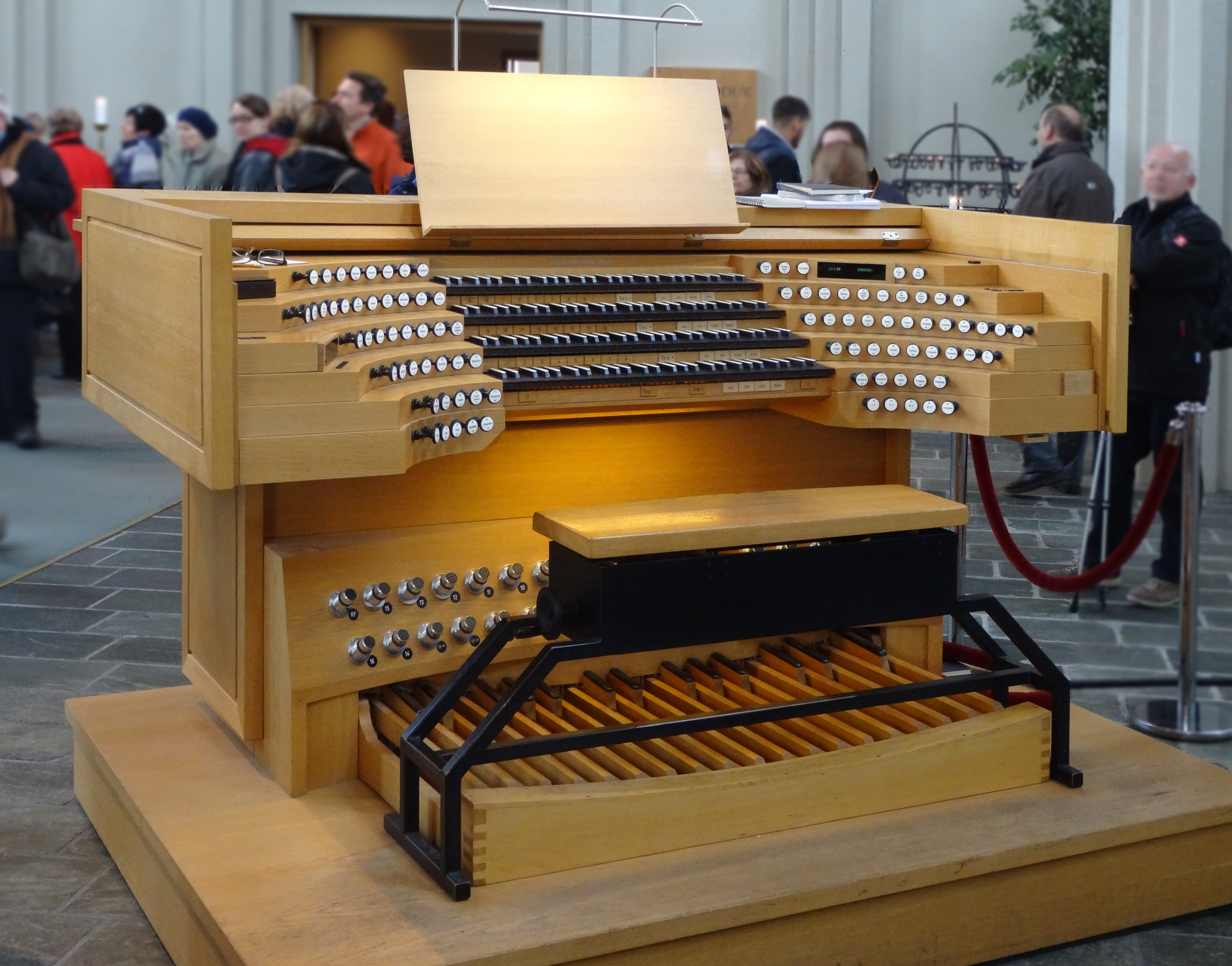
Spieltisch

Im Dezember 1992 wurde die große Konzertorgel der Kirche eingeweiht, erbaut von der Orgelmanufaktur Klais in Bonn. Sie verfügt über einen mechanischen Spieltisch mit vier Manualen und Pedalwerk, 72 Register und 5275 Pfeifen. Integriert ist eine Trompeteria. Die Orgel ist etwa 15 Meter hoch und wiegt 25 Tonnen. Sie ist mit Abstand die größte Orgel in Island und wird neben ihrer Aufgabe im Gottesdienst auch für Konzerte eingesetzt. Ein zweiter Spieltisch wurde 1997 im Kirchenschiff eingebaut. Das Projekt wurde u. a. auch durch Pfeifenstiftungen finanziert. Die sichtbaren Orgelpfeifen des beeindruckenden Prospekts der Front werden von den seitlichen Pedalpfeifen mit etwa 10 Metern Länge dominiert. Parallel zum Orgelbau wurde das feste Kirchengestühl installiert. Ein Teil der Bestuhlung ist flexibel, so dass bei Konzerten, die eine größere Besetzung oder ein Orchester erfordern, der Umbau möglich ist. Die Sitz- und Blickrichtung ist umkehrbar. Organist der Kirche war 1982–2021 Hörður Áskelsson, derzeit (2024) ist es Björn Steinar Sólbergsson.
Der Turm trägt drei große Glocken mit Schlagtonfolge h0 - d1 - e1 und ein 29-Glocken-Carillon. Die Namen der Glocken lauten Hallgrimur, Gudridur und Steinunn So sind sie nach dem Namensgeber der Kirche, sowie seiner Frau und Tochter benannt.
| I Bakorgel (Rückpositiv) C– |       |
| Praestant                   | 8′    |
| Gedackt                     | 8′    |
| Quintade                    | 8′    |
| Principal                   | 4′    |
| Rohrflöte                   | 4′    |
| Octave                      | 2′    |
| Waldflöte                   | 2′    |
| Larigot                     | 1 ⁄3′ |
| Sesquialter II              |       |
| Scharff V                   |       |
| Cymbel IV                   |       |
| Dulcian                     | 16′   |
| Trompette                   | 8′    |
| Cromorne                    | 8′    |
|                             |       |
| Sveifla (Tremulant)         |       |

| II Aðalverk (Hauptwerk) C– |        |
| Praestant                  | 16′    |
| Bourdon                    | 16′    |
| Principal                  | 8′     |
| Doppelflöte                | 8′     |
| Gemshorn                   | 8′     |
| Octave                     | 4′     |
| Nachthorn                  | 4′     |
| Superoctave                | 2′     |
| Quinte                     | 5 1⁄3′ |
| Terz                       | 3 1⁄5′ |
| Quinte                     | 2 ⁄3′  |
| Cornet V                   |        |
| Mixtur V                   |        |
| Acuta IV                   |        |
| Trompete                   | 16′    |
| Trompete                   | 8′     |
| Trompete                   | 4′     |

| III Svelliverk (Schwellwerk) C– |        |
| Gedackt                         | 16′    |
| Salicet                         | 16′    |
| Geigenprinc.                    | 8′     |
| Flute harm.                     | 8′     |
| Gamba                           | 8′     |
| Vox coelestis                   | 8′     |
| Octave                          | 4′     |
| Flute octav.                    | 4′     |
| Salicional                      | 4′     |
| Octavin                         | 2′     |
| Piccolo                         | 1′     |
| Nasard                          | 2 ⁄3′  |
| Terz                            | 1 3⁄5′ |
| Fourniture VI                   |        |
| Basson                          | 16′    |
| Tromp. harm.                    | 8′     |
| Hautbois                        | 8′     |
| Vox humana                      | 8′     |
| Clairon harm.                   | 4′     |
|                                 |        |
| Sveifla (Tremulant)             |        |

| IV Hvellverk (Bombarde) C– |     |
| Rohrflöte                  | 8′  |
| Praestant                  | 4′  |
| Cornet III                 |     |
| Chamade                    | 16′ |
| Chamade                    | 8′  |
| Chamade                    | 4′  |
| Orlos                      | 8′  |
|                            |     |
| Sveifla (Tremulant)        |     |

| Fótspil (Pedal) C–     |     |
| Praestant              | 32′ |
| Principal              | 16′ |
| Subbaß                 | 16′ |
| Violon                 | 16′ |
| Octave                 | 8′  |
| Cello                  | 8′  |
| Spielflöte             | 8′  |
| Superoctave            | 4′  |
| Jubalflöte             | 2′  |
| Hintersatz V           |     |
| Bombarde               | 32′ |
| Bombarde               | 16  |
| Fagott                 | 16  |
| Posaune                | 8′  |
| Schalmey               | 4′  |
|                        |     |
| Sveifla 8′ (Tremulant) |     |

- Koppeln: I/II, III/II, IV/II, IV/III, III/I, Super III, Sub III/II, I/P, II/P, III/P, IV/P.
- Spielhilfen:
- Simbalsstjarna A (Zimbelstern).
- Simbalsstjarna B (Zimbelstern).
- Næturgali

## Gemeinde
Die Kirchengemeinde zählt etwa 7.000 Mitglieder und hat zwei Pfarrstellen. Davon ist eine die des Dekans von Reykjavík-West. Der Kirchenvorstand hat sieben Mitglieder.